# Verkehrsbetriebe Extertal
Die Verkehrsbetriebe Extertal GmbH (vbe) ist ein Verkehrsdienstleister mit Sitz in Ostwestfalen-Lippe.
Die Gesellschaft teilt sich in die Unternehmenszweige vbe, Karl Köhne Omnibusbetriebe GmbH und vbe Spedition GmbH. Ersterer unterhält die Schienennetze der Extertalbahn und der Begatalbahn. Bis Februar 2011 bestand ein Namenszusatz, der den Unternehmensteil Eisenbahn betonte: Verkehrsbetriebe Extertal-Extertalbahn GmbH.

## Geschichte
Die Gesellschaft wurde am 8. September 1924 von mehreren Gesellschaftern (Gemeinden und Elektrizitätswerk Wesertal) mit dem Namen Extertalbahn Aktiengesellschaft (EAG) gegründet. Die Extertalbahn wurde zwischen 1927 und 1929 in Betrieb genommen. Bereits 1930 setzte die Gesellschaft neben der Bahn auch Kraftomnibusse ein. Nachdem seit 1960, neben dem Eisenbahnverkehr, auch ein regionaler Güterkraftverkehr durch die EAG ins Leben gerufen wurde, boten sich dem Unternehmen immer wieder neue Möglichkeiten zu expandieren. Schließlich wurde der Güterkraftverkehr 1965 zu einer Speditionssparte ausgebaut.
Aufgrund der Weiterentwicklung zum Verkehrsunternehmen mit mehreren Sparten, wurde die Gesellschaft am 4. Dezember 1967 in vbe Verkehrsbetriebe Extertal - Extertalbahn GmbH umbenannt. Ab 1984 folgte die Gründung der Tochtergesellschaft vbe Spedition GmbH und 1993 die Karl Köhne Omnibusbetriebe GmbH. Das Eisenbahnnetz konnte durch den Kauf der Bahnstrecke Barntrup – Lemgo (Begatalbahn) im Jahre 2000 erweitert werden. Ein kurzer Streckenabschnitt dieser Strecke wurde 2007 für den Personennahverkehr in Betrieb genommen (Lemgo – Lemgo-Lüttfeld).

## Karl Köhne Omnibusbetriebe GmbH

Logo Karl Köhne Omnibusbetriebe GmbH

Die Busgesellschaft hat sich in den vergangenen Jahren stark entwickelt und ist zu einem der großen Anbieter in Ostwestfalen-Lippe geworden. Sie betreibt regionale und innerstädtische Buslinien im Kreis Lippe und in den angrenzenden niedersächsischen Bereichen (u. a. Rinteln, Aerzen). 1994 beteiligte sie sich mit 33,3 % (seit 2008 50 %) an der neu gegründeten Stadtbus Lemgo GmbH. Zum 1. Januar 2008 wurde die Bussparte der vbe an die Tochter übergeben. Die Gesellschaft betreibt u. a. den Stadtbus Bad Salzuflen (im Auftrag der dortigen Stadtwerke) und den Stadtbus Detmold (Ende 2011 Gründung der Stadtbus Detmold GmbH mit zwei weiteren Partnern).

### Linienübersicht
| Linie   | Strecke | Anmerkungen                                                                         |
| ------- | --- | ----------------------------------------------------------------------------------- |
| 357     | Horn - Veldrom - Kempen | Anruf-Linien-Fahrten, außer einzelne Schulfahrten                                   |
| 390     | Augustdorf (- Hörste) - Pivitsheide - Detmold | Sonntags über Hörste                                                                |
| 700     | Lemgo - Dörentrup - Bega - Barntrup - Eschenbruch - Bad Pyrmont | Linie in Barntrup geteilt                                                           |
| 700 ALF | Bega - Humfeld - Dörentrup | Anruf-Linien-Fahrten                                                                |
| 750     | Detmold - Nienhagen - Heiden - Lage | Sonntags als Anruf-Linien-Fahrten                                                   |
| 772     | Detmold - Remmighausen - Schönemark - Bad Meinberg (- Wehren - Herrentrup - Reelkirchen - Maspe - Blomberg - Barntrup)                                                  | zweistündig weiter nach Barntrup                                                    |
| 776     | Detmold - Rödlinghausen - Meiersfeld - Diestelbruch - Oberschönhagen - Fissenknick - Belle (- Billerbeck - Steinhein) / (- Wöbbel - Schwalenberg)                       | im zweistündigen Wechsel nach Steinheim / Schieder-Schwalenberg                     |
| 777     | Detmold - Rödlinghausen - Meiersfeld - Diestelbruch - Valhausen - Niederschönhagen - Brüntrup - Wellentrup - Istrup - Blomberg                                          |                                                                                     |
| 777 ALF | Valhausen - Detmold | Anruf-Linien-Fahrten                                                                |
| 780     | Detmold - Spork-Eichholz - Remmighausen - Schönemark - Schmedissen - Horn                                                                                               | Sonntags nur als Anruf-Linien-Fahrten zwischen Horn und Remmighausen                |
| 782     | Detmold - Heiligenkirchen - Schling - Heiligenkirchen - Fromhausen - Holzhausen - Horn - Bad Meinberg                                                                   | Sonn-, Feiertags und in Schulferien bis Horn-Bad Meinberg Yoga-Zentrum              |
| 783     | (Himmighausen - Sandebeck -) Leopoldstal - Horn | Anruf-Linien-Fahrten, außer einzelne Schulfahrten                                   |
| 784     | Bellenberg - Heesten - Horn | Anruf-Linien-Fahrten, außer einzelne Schulfahrten                                   |
| 785     | Horn - Bad Meinberg - Fissenknick | Schulfahrten                                                                        |
| 786     | (Fissenknick -) Belle - Billerbeck - Bellenberg - Heesten - Bad Meinberg - Horn                                                                                         | Schulfahrten                                                                        |
| 788     | Blomberg - Wilbasen - Siebenhöfen - Höntrup - Herrentrup - Reelkirchen - Wellentrup - Brüntrup - Tintrup - Maspe - Borkhausen                                           | Schulfahrten                                                                        |
| 794     | Detmold - Nienhagen | Schulfahrten, nur Richtung Nienhagen                                                |
| 794 ALF | Lage - Pivitsheide | Anruf-Linien-Fahrten, nicht Sonntags                                                |
| 800     | Lemgo - Brake - Voßheide - Dörentrup - Hillentrup - Schwelentrup - Linderhofe - Linderbruch - Asmissen - Bösingfeld (- Scharbke - Hummerbruch - Alverdissen - Barntrup) | Nachmittags, Abends und am Sonntag bis Barntrup                                     |
| 801     | Rinteln - Exten - Krankenhagen - Silixen - Laßbruch - Almena - Nalhof - Bösingfeld                                                                                      | Wochentags ab 20:55, Samstags ab 16:55 Sonntags ganztägig als Anruf-Linien-Fahrten  |
| 802     | Lemgo - Brake - Voßheide - Dörentrup - Hillentrup - Schwelentrup - Linderhofe - Linderbruch - Asmissen - Bösingfeld                                                     | Schulfahrten                                                                        |
| 803     | Bösingfeld - Asmissen - Eimke - Ullenhausen - Alverdissen - Dudenhausen - Reine - Bösingfeld                                                                            | Anruf-Linien-Fahrten                                                                |
| 804     | Bösingfeld - Scharbke - Hummerbruch - Alverdissen - Barntrup | weiter als Linie 912, nur Montag bis Samstag                                        |
| 805     | Silixen - Kükenbruch - Laßbruch - Almena - Nalhof - Bösingfeld | Schulfahrten                                                                        |
| 805 ALF | Bösingfeld - Goldbeck - Meierberg - Bremke - Silixen | Anruf-Linien-Fahrten                                                                |
| 807     | Barntrup - Alverdissen - Dudenhausen - Sonneborn - Sevinghausen - Barntrup                                                                                              | Schulfahrten                                                                        |
| 809     | Barntrup - Sonneborn - Dudenhausen - Reinerbeck | Anruf-Linien-Fahrten                                                                |
| 810     | Silixen - Kükenbruch - Laßbruch - Maßbruch - Almena - Meierberg - Bremke                                                                                                | Schulfahrten                                                                        |
| 810     | Silixen - Kükenbruch - Almena - Göstrup - Almena | Anruf-Linien-Fahrten, nur an Schultagen in NRW                                      |
| 811     | Stadtverkehr Rinteln | nur Montag bis Samstag                                                              |
| 812     | Hessisch Oldendorf - Rinteln Schaumburg - Deckbergen - Kohlenstädt (- Westendorf) - Engern - Rinteln                                                                    | Schulfahrten über Westendorf Samstags als Anruf-Linien-Fahrten kein Sonntagsverkehr |
| 816     | Stadtverkehr Rinteln |                                                                                     |
| 817     | Rinteln - Hessendorf / Exten - Uchtdorf - Volksen - Krankenhagen | nur Montag bis Samstag                                                              |
| 834     | Grupenhagen - Schönhagen - Bösingfeld | Anruf-Linien-Fahrten, nur an Schultagen in NRW                                      |
| 900 ALF | Barntrup - Selbeck - Sommersell - Bega - Humfeld - Barntrup | Anruf-Linien-Fahrten                                                                |
| 911     | Detmold (- Herberhausen) - Brokhausen - Mosebeck (- Cappel - Großenmarpe - Mossenberg - Istrup - Blomberg)                                                              | Schulfahrten                                                                        |
| 912     | Detmold - Hohenloh - Hohenwart - Brokhausen - Mosebeck - Altenkamp - Cappel - Großenmarpe - Selbeck - Barntrup                                                          | weiter als Linie 804, nur Montag bis Samstag                                        |
| 912 ALF | Detmold - Hohenloh - Hohenwart - Borkhausen - Mosebeck - Altenkamp - Mosebeck                                                                                           | Anruf-Linien-Fahrten, Samstags ab 16 Uhr Sonntags ganztägig                         |
| 914     | Bösingfeld - Nalhof - Almena - Lüdenhausen - Hohenhausen - Lüerdissen - Lemgo                                                                                           | Schulfahrten                                                                        |
| 915     | Silixen - Almena - Nalhof - Bösingfeld - Linderhofe - Hillentrup - Dörentrup - Voßheide - Donop - Mosebeck - Rödlinghausen - Detmold - Hohenloh                         | Schulfahrten                                                                        |
| 918     | Alverdissen - Dudenhausen - Sonneborn - Bega - Dörentrup - Lemgo - Bentrup - Brokhausen - Hohenloh - Detmold                                                            | Schulfahrten                                                                        |
| 920     | Barntrup - Selbeck - Sommersell - Bega - Humfeld (- Hillentrup) - Spork - Wendlinghausen - Bega                                                                         | Schulfahrten                                                                        |
| 821     | Dörentrup - Spork - Voßheide - Brake - Lemgo | Schulfahrten                                                                        |
| 922     | Barntrup - Bega - Humfeld - Spork - Wendlinghausen - Voßheide - Brake - Lemgo                                                                                           | Schulfahrten                                                                        |
| 928     | Wüsten - Kirchheide - Matorf - Entrup - Lemgo - Brake - Voßheide - Wahmbeck - Herberhausen - Detmold                                                                    | Schulfahrten                                                                        |
| 941     | Elkenbrede - ZOB - Akazienstraße | Stadtbus Bad Salzuflen                                                              |
| 942     | Pivitsort - ZOB - VitaSol | Stadtbus Bad Salzuflen                                                              |
| 943     | Waldemeine - ZOB - Ziegelstraße | Stadtbus Bad Salzuflen                                                              |
| 947     | Knetterheide - ZOB - Wüsten Poststraße | Stadtbus Bad Salzuflen                                                              |

## WeserWerreBus GmbH

Logo WeserWerreBus GmbH

Die WeserWerreBus GmbH wurde im Dezember 2008 als Bietergemeinschaft gegründet, um die Linien im Bereich Bad Oeynhausen des Werre-Bus zu übernehmen. Gesellschafter waren zu jeweils 50 % die Omnibus-Verkehrs-Gesellschaft Bollmeyer mbH & Co KG in Bünde und die Omnibusbetriebe Karl Köhne. Die Anteile der Gesellschaft liegen seit 1. Januar 2010 und die Linienkonzessionen seit dem 10. Januar 2011 zu 100 % bei den Karl Köhne Omnibusbetrieben als Alleingesellschafter.

### Linienübersicht
| Linie   | Strecke | Anmerkungen |
| ------- | --- | --- |
| 430     | Bad Oeynhausen - Gohfeld - Löhne | Sonntags als Anruf-Linien-Fahrten |
| 431     | Löhne - Mennighüffen - Westscheid - Halstern | Anruf-Linien-Fahrten |
| 432     | Stadtverkehr Löhne | Samstags ab 14 Uhr und Sonntags als Anruf-Linien-Fahrten |
| 437     | Löhne - Ostscheid - Besebruch - Halstern - Besebruch - Ostscheid - Gohfeld - Ostscheid - Löhne                                                                     | Samstags ab 14 Uhr und Sonntags als Anruf-Linien-Fahrten |
| 438     | (Bad Oeynhausen -) Gohfeld - Bischofshagen - Löhne | nicht Sonntags, Samstags ab 15:30 bereits ab Bad Oeynhausen |
| 438 ALF | Anruf-Linien-Fahrten Gohfeld | |
| 439     | Löhne - Bischofshagen - Wittel - Gohfeld | Schulfahrten |
| 732     | Lemgo - Brake - Voßheide - Donop - Großenmarpe - Istrup - Blomberg - Schieder-Schwalenberg - Lügde - Bad Pyrmont                                                   | Montag bis Freitag zwischen Lemgo und Schieder-Schwalenberg zum Halbstundentakt verdichtet |
| 741     | Lage - Sülterheide - Lage | nur Montag bis Freitag |
| 760     | Rischenau - Schieder-Schwalenberg - Brakelsiek - Schwalenberg (- Siekholz) - Blomberg                                                                              | nur Montag bis Freitag |
| 761     | Bad Pyrmont - Lügde - Blankenburg - Sabbenhausen - Wörderfeld - Hummersen - Niese - Rischenau                                                                      | nur Montag bis Freitag |
| 762     | (Falkenhagen - Sabbenhausen - Elbrinxen -) Lügde (- Glashütte) - Schieder-Schwalenberg - Blomberg                                                                  | Schulfahrten |
| 763     | Bürgerbus Lügde | nur Montag bis Freitag |
| 770     | (Glashütte -) Schieder-Schwalenberg - Brakelsiek - Lothe - Steinheim                                                                                               | nur Montag bis Freitag |
| 771     | Steinheim - Wöbbel - Borkhausen - Blomberg | nur Montag bis Freitag |
| 771     | (Detmold - Remmighausen -) / (Horn -) Bad Meinberg - Belle - Industriepark Belle (Amazon PAD 2)                                                                    | Zusätzlicher Linienweg unter Liniennummer 771 für Mitarbeiter vom Amazon Fulfillment Center PAD2 in Horn-Bad Meinberg Belle                                                                              |
| 773     | Steinheim - Ottenhausen - Billerbeck - Belle - Wöbbel | Schulfahrten |
| 774     | (Niese - Hummersen - Rischenau -) / (Siekholz - Glashütte -) Schieder-Schwalenberg - Brakelsiek - Lothe (- Steinheim)                                              | Schulfahrten |
| 789     | Eschenbruch (- Barntrup) - Blomberg | Schulfahrten |
| 792     | Detmold - Hiddesen - Schling - Heiligenkirchen - Fromhausen - Holzhausen - Externsteine - Horn - Bad Meinberg - Belle - Wöbbel - Schiedersee - Lügde - Bad Pyrmont | Touristiklinie, nur Sams-, Sonn- und Feiertags nur von Karfreitag bis zum 01. November Die Linie ist 2024 aus finanzierungsgründen vorerst eingestellt worden, wird aber im Jahr 2025 wieder eingesetzt. |
| S73     | Lüttfeld - Lemgo - Hörstmar - Lage | nur Montag bis Freitag, verdichtet den RB 73 zwischen Lemgo und Lage auf einen Halbstundentakt mit Anschluss an die RE 82 nach Bielefeld                                                                 |

## vbe Spedition GmbH
Die vbe Spedition GmbH besitzt ein Logistikzentrum in Bösingfeld. Anfang der 90er Jahre entstand außerdem ein auswärtiges Lager in Springe, dieses wurde zum August 2009 an eine Firma in Coppenbrügge vermietet. Zum Bestand gehört ein eigener Fuhrpark mit rund 25 Fahrzeugen (Sattelzugmaschinen mit -aufliegern, LKW mit Anhängern).

## Beteiligungen
Die Verkehrsbetriebe Extertal waren bis Dezember 2017 an der Westfalenbahn GmbH mit 25 % beteiligt.